# 冷凍能力
冷凍能力（れいとうのうりょく）とは、冷凍機などが物体を冷却する能力のこと。冷房機の場合は冷房能力（れいぼうのうりょく）と呼ぶこともある。

## 概要
物体を冷却する能力を定量的に求めるためには「単位時間当たりの、物体から奪う熱量」を求めればよい。SIでは、ジュール毎秒（J/s）すなわちワット（W）を用いることになるが、冷凍能力は慣習的にキロカロリー毎時（kcal/h）を用いることが多い。1 kcalは、正確に4,184 Jであるから、1 kcal/h = 4,184/3,600 J/s ≒ 1.162 W である。

## 冷凍トン
冷凍トン（れいとうトン、英: Refrigeration Ton または Ton of Refrigeration、記号: RtまたはRT）とは、冷凍機などの冷凍能力を表す慣用の単位である。「0 ℃の水 1トンが 24時間で 0℃の氷に変化するために必要な熱量」を指し、「水から氷に相転移させる際、水から奪う必要がある熱」すなわち潜熱に着目した単位である。

### 日本における冷凍トンの定義
「0℃の水 1 トン（1,000 kg）が 24時間で 0℃の氷に変化するために必要な熱量」を日本冷凍トン（Japan Refrigerating Tons、略称：JRtまたはJRT）と定義している。JIS規格では、日本冷凍トンを「冷凍能力の単位。1 冷凍トンは，24時間で 0℃ 重さ 1 トンの水を 0℃の氷にするのに必要な冷却能力。1 冷凍トンは 13900kJ/h（3320kcal/h）。」と定義している。0℃の氷の融解熱（凝固熱）は79.68 kcal/kgであることから、1日本冷蔵トン（1JRt）=79.68×1,000/24=3,320kcal/h（重力単位）。SI単位に換算した場合、3,861.16W=3.86116kWとなる。 

### アメリカにおける冷凍トンの定義
アメリカ合衆国ではヤード・ポンド法を米国慣用単位として用いることから、メートル法のトン（1メトリックトン=1000kg）ではなく、ショートトン（米トン=2000ポンド）で計算する。
「0℃の水 1 トン（2000ポンド=907.18474kg）が 24時間で 0℃の氷に変化するために必要な熱量」を米国冷凍トン（Refrigerating Tons、略称：RTまたはUSRt、USRT）と定義している。0℃の氷の融解熱（凝固熱）は144Btu/Lb（=80 kcal/kg）として、1米国冷凍トン（1USRt）=144×2,000/24=12,000Btu/h=3,024kcal/h（重力単位）。SI単位に換算した場合、3,516.85W=3.51685kWとなる。